# Komediantka (film)
Komediantka – polski film w reżyserii Jerzego Sztwiertni z 1986 roku. Scenariusz na podstawie powieści Władysława Reymonta o tym samym tytule.
Niemal równocześnie z wersją kinową powstał również 9-odcinkowy serial telewizyjny.
Akcja toczy się w drugiej połowie XIX wieku. Opowiada o tragicznej historii Janki, która porzuca wszystko i rozpoczyna karierę aktorki. Jej skomplikowane życie i niepowodzenia na scenie doprowadzają ją do tragicznego zakończenia.

## Obsada
- Małgorzata Pieczyńska − Janina Orłowska
- Marzena Trybała − Majkowska
- Piotr Dejmek − Władek
- Krzysztof Wakuliński − Marian Topolski
- Krzysztof Kowalewski − Cabiński
- Bronisław Pawlik − Orłowski
- Beata Tyszkiewicz − Cabińska
- Grażyna Szapołowska − Nicoletta
- Władysław Kowalski − Pafnucy Głogowski
- Katarzyna Figura − Mimi Zarzecka
- Cezary Morawski − Stanisław Babiński, telegrafista na stacji w Bukowcu, następca Orłowskiego na stanowisku naczelnika stacji
- Stanisław Brudny − aktor
- Bogusława Pawelec − aktorka
- Wiesława Grochowska − Janowa, służąca Orłowskich
- Antonina Girycz − piosenkarka w lokalu
- Ewa Frąckiewicz − Grzesikiewiczowa, matka Andrzeja
- Anna Kaźmierczak − chórzystka
- Witold Dębicki − aktor
- Jan Jankowski − Wicek